# The Zoological Record
The Zoological Record (siglas ZR, en español "el registro zoológico") es una publicación anual en papel y electrónica que funciona como base de datos bibliográfica de la literatura zoológica, iniciada en 1864 y mantenida hasta la actualidad. Fue desde su inauguración uno de los registros no oficiales de los nombres científicos en Zoología, y es el más completo en cobertura, tiene registrados más del 90% de los nombres científicos. Desde 1999 el Código de Zoología recomienda que se envíen copias de las publicaciones taxonómicas a esa revista. Se accede a los artículos indexados mediante una suscripción de pago, sólo los nombres científicos y las referencias a ellos son accesibles de forma gratuita.
Las publicaciones taxonómicas suelen tener el problema de ser publicadas en revistas de bajo perfil y muy dispersas, por lo que  su publicación comenzó como una necesidad, en 1864 por la Zoological Society of London, con el nombre The Record of Zoological Literature, publicación que se mantuvo en el tiempo debido a que los zoólogos veían la necesidad, aunque durante toda su historia tuvo problemas de falta de presupuesto. Debido a sus problemas presupuestarios cambió varias veces de editor, cambió de editor y nombre al de The Zoological Record en 1870, en 1980 fue transferido a la editorial BIOSIS (quien agregó el formato electrónico mejorando los problemas de presupuesto), y desde el 2004 hasta 2016 fue publicado por la editorial Thomson Reuters,  desde 2016 hasta la actualidad ha sido publicado por Clarivate Analytics . La versión impresa cesó en 2016, pero la publicación continúa como índice electrónico.
En 1999 la Comisión Internacional de Nomenclatura Zoológica ( ICZN, por sus siglas en inglés) creó la recomendación 8A en la que proponía que los autores de las nuevas descripciones y otras publicaciones taxonómicas se responsabilizaran por publicitarlas internacionalmente, con la recomendación específica de hacer un índice de las publicaciones y los nombres científicos en The Zoological Record de forma de tener un registro central.
La propuesta de que el registro de nombres en esa revista fuera obligatorio en el Código, fue rechazada en el Congreso Internacional de Nomenclatura Zoológica en 1999, aunque logró entrar como recomendación (la recomendación 8A mencionada). Entre las preocupaciones de los taxónomos que rechazaron la propuesta se encontraban:
- La cobertura de nombres no era completa.
- Se listan nombres no disponibles ("unavailable"), que según algunos taxónomos no deberían ser indexados.
- Una crítica común fue que esa información debía ser provista de forma gratuita, a lo que la publicación respondía que debía automantenerse y si no cobraba suscripción no había forma de mantener al personal,[7] si bien específicamente los nombres científicos serían de acceso abierto en el futuro cercano a través de la web.[1]

En el año 2012 una enmienda de la recomendación 8A del Código de Zoología lanzó finalmente su registro central de nombres oficial con página web llamado Zoobank, cuyo primer prototipo indexó los nombres registrados en The Zoological Record. Aun así, la enmienda continúa recomendando que se sigan enviando copias del trabajo al The Zoological Record, además de registrar el acto nomenclatural en el Zoobank.